# Gino Rivieccio
Gino Rivieccio (Napoli, 31 gennaio 1958) è un attore e conduttore televisivo italiano.

## Carriera
Cresce al Vomero, quartiere di Napoli, divenendo negli anni anche allievo di Padre Dini.
Nel 1979 entra a far parte, come attore, della compagnia stabile del Teatro Sannazaro di Napoli a fianco di Nino Taranto, Luisa Conte e Pietro De Vico. Nel 1983 è tra i protagonisti del film 'O surdato 'nnammurato per la regia di Ninì Grassia.
Nel 2001 Dino Verde scrive per lui lo spettacolo teatrale "Per un'Italia migliore".

## Televisione

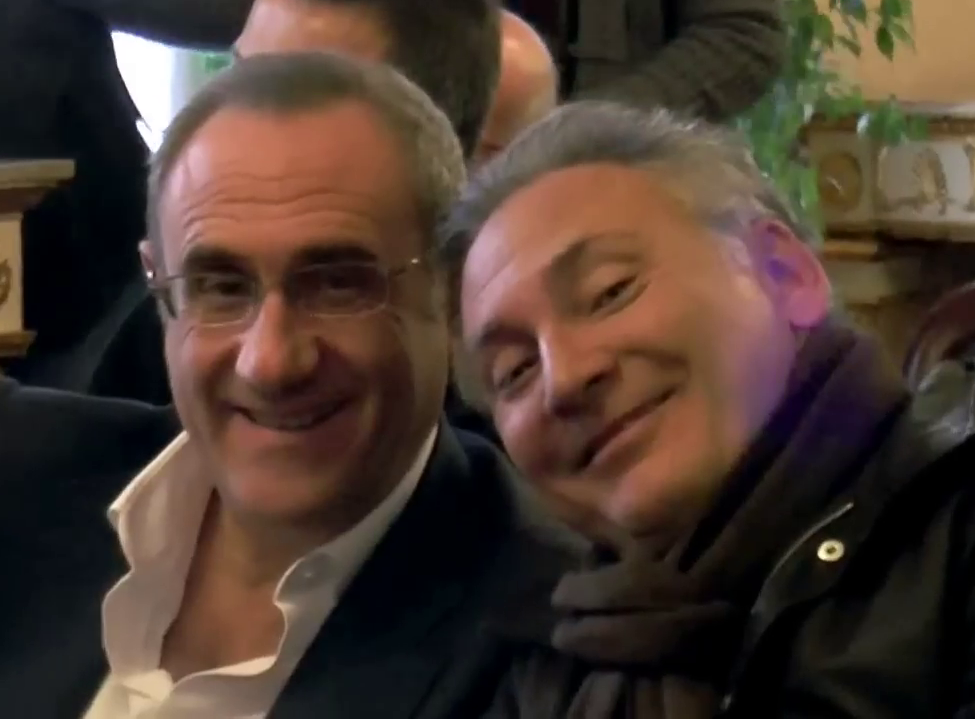
Rivieccio e Francesco Paolantoni (2014)

Vincitore del Festival del cabaret di Loano, partecipa poi alla trasmissione Un fantastico tragico venerdì su Rete 4 con Carmen Russo e Paolo Villaggio. Dal 1987 al 1989 conduce su Canale 5 la trasmissione Cantando cantando, con Little Tony, Rosanna Fratello e Bobby Solo. Nel 1989-1990 conduce con Lino Toffolo la trasmissione Casa mia, sempre su Canale 5. Nel 1991, invece, passa alla Rai per affiancare Osvaldo Bevilacqua a Sereno variabile, mentre l'anno seguente presenta il Cantagiro, con Mara Venier e Fiorello. Ha partecipato come guest per diverse puntate alla soap televisiva Un posto al sole nel ruolo di Virgilio Sgambati.

## Teatro
- Spasso carrabile, regia di Massimo Cinque (1992)
- Scanzonatissimo, regia di Dino Verde, con Brigitta Boccoli (1993)
- Scanzonatissimo Gran Casinò, regia di Don Lurio, con Sabina Stilo (1994)
- Mille scuse, di Gino Rivieccio e Nino Marino, regia di Vito Molinari (1995)
- Bentornata Passarella, di Gino Rivieccio e Nino Marino, con Pamela Prati (1996-1997)
- Tilt, regia di Alfonso Guadagni (1998)
- Si prega lasciare l'armadio entro le ore 12, regia di Gaetano Liguori, con Anna Maria Ackermann (1999-2000)
- Per un'Italia migliore, di Dino Verde, con Tullio Del Matto e Davide Ferri (2001)
- Di più non dico, regia di Gaetano Liguori (2002)
- Anfitrione, di Tito Maccio Plauto, regia di Domenico Maria Corrato (2004)
- Mettetevi comodi, regia di Giancarlo Drillo, con la Minale Band (2005-2006)
- Non complichiamoci la vita, di Gino Rivieccio e Gustavo Verde, con Vittorio Marsiglia (2007-2008)
- Sali e t'abbacchi, di Gino Rivieccio e Gustavo Verde, con Tullio Del Matto e Rosario Minervini (2009)
- Il padre della sposa, di Georges Feydeau, regia di Marco Parodi, con Corinne Cléry (2010)
- La pazienza differenziata, di Gino Rivieccio e Gustavo Verde, con Rosario Minervini (2011)
- Un Gino per il mondo, regia di Giancarlo Drillo, con Rosario Minervini, al piano Mario Messina (2012)
- Faccio progetti per il passato, di Gino Rivieccio e Gustavo Verde, regia di Luigi Russo, con Rosario Minervini (2012)
- Ti presento mio fratello, di Peppe Quintale e Stefano Sarcinelli, con Gianni Ferreri, Rosario Minervini, Rosalba Di Girolamo (2013)
- Stasera ci divertiamo, di Gino Rivieccio, Gustavo Verde e Gianni Puca, musiche di Antonello Cascone (2014-2015)
- Io e Napoli, regia di Giancarlo Drillo (2015-2016)
- Fuoriscena, regia di Fortunato Calvino, con Antonella Morea (2018)
- Cavalli di ritorno, regia di Gino Rivieccio, con Rosario Minervini e Paola Bocchetti, con la partecipazione in video di Giovanni Esposito (2017-2019)